# Tower defense
Tower defense [ˈtaʊə(r) dɪˈfens]IPA (TD) je podžánr strategických videoher, v doslovném překladu „věžová obrana“; v češtině se pro tento druh her ujal název „věžovky“. Úkolem hráče je stavět obranné věže (popř. vojáky, kouzelníky, draky atd.). Ty bojují proti nepřátelským útokům, které obvykle přichází v takzvaných vlnách.